# 内山定吾
内山定吾是一名旧日本帝国陆军军人。
内山定吾是鸟取藩家臣内山角治的长子，内山小二郎的长兄。由于无子，内山小二郎的长子内山荣太郎被过继给了内山定吾。
于其弟内山小二郎一样，内山定吾早年便投身军旅，并且一直在炮兵部队服役。
西南戰爭結束後，由於軍費開支龐大（四千一百六十萬元，賊軍只用七十萬元），使政府削減財政支出，而論功行賞之費用又被當官的克扣。大藏大臣大隈重信被認為是提出削減行賞的元兇。加上又取消了兵役制度中義務壯兵制的兵卒之退役金，另外家督繼承人更可免除被徵召等不公平待遇令士兵不滿。内山定吾于是参与了同僚“向明治天皇直接申诉”的行动，即竹桥事件。
受到由西宽二郎少佐带领的近卫部队的阻止镇压，内山定吾等少壮军官起事失败，被捕审判。内山定吾“教唆部卒”之罪成立，被判处无期流刑。

## 脚注
1. ↑  日语“明治天皇への直訴”。